# 北海道道216号八千代帯広線
北海道道216号八千代帯広線（ほっかいどうどう216ごう やちよおびひろせん）は、北海道帯広市内を通る一般道道である。

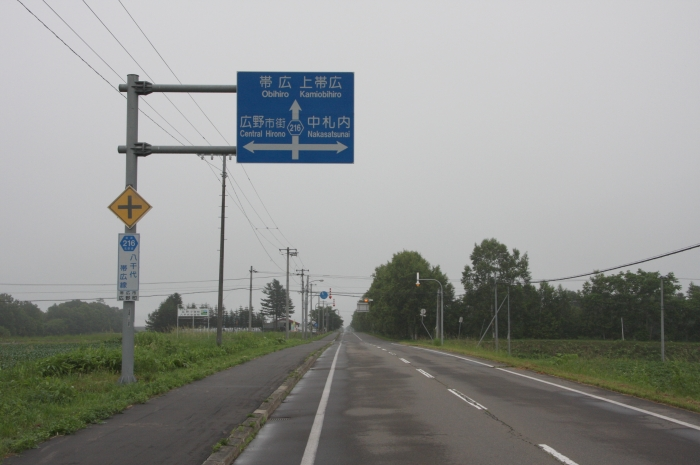
北海道道216号 道道標識（帯広市広野町）

## 概要

### 路線データ
- 起点：北海道帯広市八千代町西
- 終点：北海道帯広市西12条南1丁目（国道38号線・北海道道75号帯広新得線交点）
- 総延長：30.1km

### 重複区間
- 帯広市上帯広町基線 - 帯広市基松町基線（北海道道62号豊頃糠内芽室線）
- 帯広市南の森西1丁目 - 帯広市西19条南38丁目（北海道道1084号帯広の森公園線）
- 帯広市南町南7線 - 帯広市南町東1条3丁目（北海道道151号幕別帯広芽室線）

## 歴史
- 1954年（昭和29年）3月30日 - 88号として路線認定[1]。
- 1994年（平成6年）10月1日 - 路線番号を216号に変更[2]。

## 地理

### 通過する自治体
- 十勝総合振興局
  - 帯広市

### 主な接続道路
帯広市
- 北海道道55号清水大樹線 - 広野町
- 北海道道62号豊頃糠内芽室線 - 上帯広町基線、基松町基線（重複）
- 北海道道214号川西芽室音更線 - 別府町
- 北海道道1084号帯広の森公園線 - 南の森西1丁目・西19条南38丁目（重複）
- 北海道道151号幕別帯広芽室線 - 南町南7線・南町東1条3丁目（重複）
- 北海道道26号帯広停車場線 - 西2条南7丁目